# Antiaromaticitate

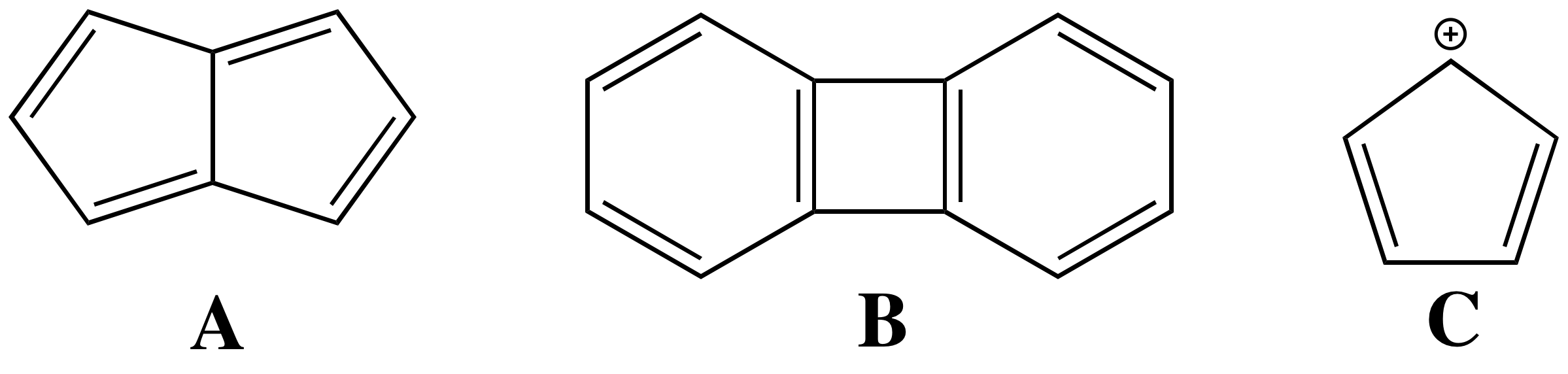
Exemple de compuși antiaromatici: A- pentalenă; B- bifneilen; C- cation ciclopentadienil

Antiaromaticitea este o caracteristică a compușilor antiaromatici, care sunt compușii organici ciclici cu sistem electronic pi ce prezintă o energie crescută datorită prezenței în ciclu a unui sistem format din 4n electroni delocalizați. Spre deosebire de compușii aromatici, care respectă regula lui Hückel (au [4n+2] electroni π în ciclu), și care prezintă o stabilitate mărită, compușii antiaromatici sunt foarte instabili și extrem de reactivi. Pentru a evita instabilitatea, compușii antiaromatici pot să adopte alte conformații non-planare, renunțând la unele legături π.
Exemple de compuși antiaromatici sunt: pentalena, bifenilenul și cationul ciclopentadienil. Cel mai simplu compus care poate prezenta această proprietate este ciclobutadiena, însă mulți oameni de știință cred că antiaromaticitatea nu este factorul major care contribuie la instabilitatea compusului.
Ciclooctatetraena este un exemplu de moleculă care adoptă o geometrie non-planară pentru a evita instabilitatea datorată antiaromaticității. Dacă ar fi planară, molecula ar avea un singur sistem electroni pi, format din opt electroni, în jurul ciclului, însă prin adoptarea conformației „baie” (engleză boat) molecula dispune de patru legături pi individuale.

## Definire
Conceptul de antiaromaticitate a fost propus pentru prima dată de către Ronald Breslow în anul 1967, definindu-l ca pe „o situație în care o delocalizare ciclică a electronilor este destabilizatoare”. Criteriile IUPAC pentru ca un compus să fie antiaromatic sunt:
1. Molecula trebuie să fie ciclică.
2. Molecula trebuie să fie planară.
3. Molecula trebuie să prezinte un sistem conjugat de electroni π în interiorul ciclului.
4. Molecula trebuie să aibă 4n electroni π, unde n este numărul de electroni din sistemul conjugat π.

Diferența majoră față de compușii aromatici provine din cel de-al patrulea criteriu: moleculele aromatice au 4n + 2 electroni π în sistemul conjugat π, respectând regula lui Hückel. Compușii non-aromatici sunt ori aciclici, ori non-planari, ori nu prezintă sistemul conjugat π complet în nucleu.
| Compusul este:                                             | Aromatic             | Antiaromatic     | Non-aromatic                               |
| ---------------------------------------------------------- | -------------------- | ---------------- | ------------------------------------------ |
| Compusul este ciclic?                                      | Da                   | Da               | Nu respectă cel puțin unul dintre criterii |
| Compusul prezintă un sistemul conjugat π complet în ciclu? | Da                   | Da               | Nu respectă cel puțin unul dintre criterii |
| Compusul este planar?                                      | Da                   | Da               | Nu respectă cel puțin unul dintre criterii |
| Care este numărul de electroni π din sistemul conjugat?    | 4n + 2 (2, 6, 10, …) | 4n (4, 8, 12, …) | Nu prezintă                                |

## Reactivitate
Compușii antiaromatici, fiind extrem de instabili, prezintă adesea o reactivitate mărită, care are ca scop obținerea unor stări sau conformații mai stabile. Ciclobutadiena, de exemplu, dimerizează rapid printr-o reacție de cicloadiție [2+2], formând triciclooctadiena. Deși caracterul antiaromatic al compusului este dezbătut, se crede că acest caracter este motivul pentru care reacția are loc:
Antiaromaticitatea poate avea de asemenea și un efect semnificativ asupra valorii pKa.